# Maesama

Der Weihestein

Maesama war eine weibliche, keltische bzw. gallorömische Gottheit. Sie ist nur durch die römerzeitliche Weiheinschrift auf einem Altarstein als Dank für die Gottheit aus Walheim bekannt.
Der Weihealtar, der den Namen der Gottheit Maesama preisgegeben hat, ist aus gelbem Sandstein gehauen und wurde 2009 in Walheim (Baden-Württemberg) in einem Schutthaufen entdeckt.

„Maesamae / [sa]c(rum) Terentius / [Ma]rcellus pr[o] / Nigrina pro / [T]erentio Sep/timino fili(o) / et suis / v(otum) s(olvit) l(ibens) l(aetus) m(erito)“

„Der Maesama (hat diesen Altar) geweiht: Terentius Marcellus für Nicrina und für den Sohn Terentius Septiminus und die Seinen. Damit hat er sein Gelübde froh, freudig und nach Gebühr erfüllt.“

Der Altarstein wird in die Zeit der severischen Dynastie datiert, also in das späte 2. Jahrhundert n. Chr.
Die Gottheit Maesama wird in Verbindung gebracht mit den Kulten um die Matronen (Matronae), die in den Nord-Provinzen des römischen Reiches verbreitet waren.